# 柳文朝 (2代目)
二代目 柳文朝（にだいめ やなぎ ぶんちょう、生年不明 - 文政3年4月8日〈1820年5月19日〉）とは、江戸時代の浮世絵師。

## 来歴
初代柳文朝の門人、江戸尾張町（現在の銀座五〜六丁目）に住む。作画期は文化の頃から没年にかけてで、『増補浮世絵類考』には「呉服屋の仕入物などに画名見ゆ」とあり、作に尾張町にあった呉服太物店の布袋屋や、芝口の呉服店松坂屋の景色を描いた肉筆画が伝わっている。錦絵は描かなかったという。

## 作品
- 「貴賤三美人図」　絹本着色　メトロポリタン美術館所蔵
- 「尾張町布袋屋正月店頭図」　絹本着色　ケルン東洋美術館所蔵　※印文不明の白文円印と「文朝」の朱文方印あり（落款なし）
- 「芝口松坂屋呉服店初売図」　絹本着色　ジェノヴァ東洋美術館所蔵　※「桺文朝」の落款、印文不明の朱文円印と「文朝」の朱文方印あり
- 「駿河町越後屋図」　板地着色、絵馬　金刀比羅宮博物館所蔵